# Ferdinando II của Hai Sicilie
Ferdinando II của Hai Sicilie (tiếng Ý: Ferdinando Carlo; tiếng Sicilia: Ferdinannu Carlu; tiếng Anh: Ferdinand; 12 tháng 1 năm 1810 - 22 tháng 5 năm 1859) là vua của Vương quốc Hai Sicilia từ năm 1830 cho đến khi ông qua đời vào năm 1859.

## Gia đình
Ferdinando được sinh ra ở Palermo, bố là Vua Francesco I của Hai Sicilie và mẹ là María Isabel của Tây Ban Nha.
Ông bà nội của ông là Ferdinando I của Hai Sicilia và Maria Karolina của Áo. Ông bà ngoại của ông là Carlos IV của Tây Ban Nha và María Luisa của Parma. Ferdinando I và Carlos IV là anh em, cả hai đều là con trai của vua Carlos III của Tây Ban Nha và Maria Amalia của Sachsen. Trong số các chị em của ông có Teresa Cristina, Hoàng hậu Brasil, là vợ của Pedro II, vị Hoàng đế cuối cùng của Đế chế Brasil.

## Thời kỳ đầu trị vì

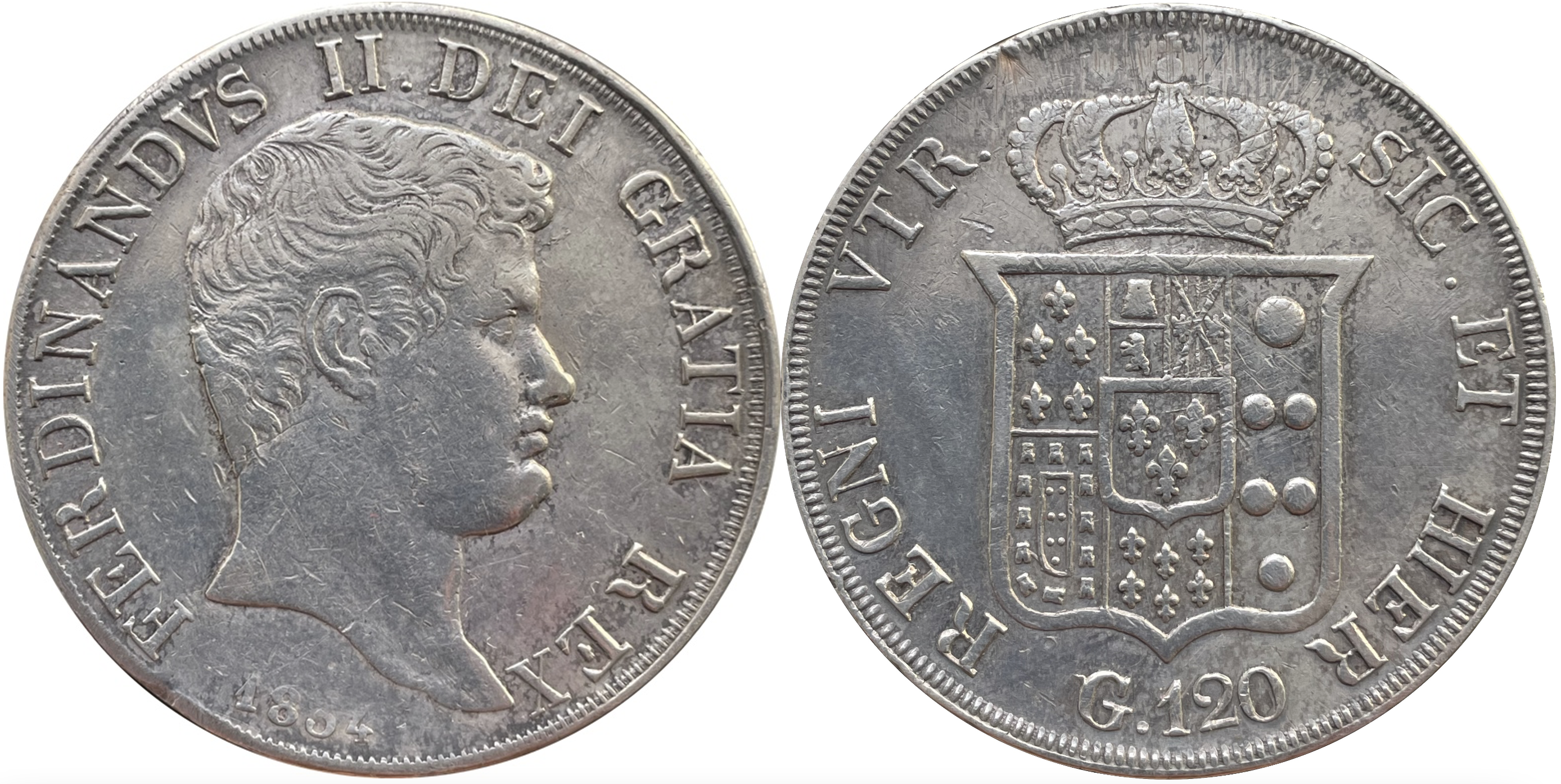
Xu bạc: 120 grana với mặt trước là chân dung vua Ferdinando II thời kỳ mới lên ngai vàng - 1834

Trong những năm đầu trị vì Vương quốc Hai Sicilia, Ferdinando II khá được yêu quý, vì ông thể hiện là một vị quân chủ có tư tưởng tự do, với cách cư xử dễ chịu, vì thế ông đã được đặc biệt danh là "lazzaroni" (từ dùng để chỉ một tầng lớp thấp ở xã hội đường thời).
Khi lên ngôi vào năm 1830, ông đã công bố một sắc lệnh trong đó hứa hẹn sẽ quan tâm đến việc quản lý công, cải cách tài chính và dùng mọi nỗ lực để chữa lành những vết thương đã gây ra cho vương quốc. Ông nói rằng mục tiêu của mình là quản lý vương quốc theo cách mang lại hạnh phúc cho số đông thần dân của mình, trong khi tôn trọng quyền của các vương quốc láng giềng và Giáo hội Công giáo La Mã.
Những năm đầu cầm quyền của ông tương đối yên bình: nhà vua cho cắt giảm thuế và chi tiêu, xây dựng tuyến đường sắt đầu tiên ở Ý (nối thủ đô Naples với cung điện hoàng gia ở Portici), hạm đội của ông có tàu hơi nước đầu tiên ở Bán đảo Ý, ngoài ra ông còn cho xây dựng hệ thống điện tín kết nối các thành phố Naples và Palermo.
Tuy nhiên, vào năm 1837, nhà vua đã đàn áp thô bạo những người biểu tình ở Đảo Sicily, yêu cầu hiến pháp. Các tri thức tiến bộ trong xã hội đã tiếp tục yêu cầu nhà vua ban hành hiến pháp và tự do hoá quyền cai trị của hoàng gia.

## Cuộc cách mạng năm 1848

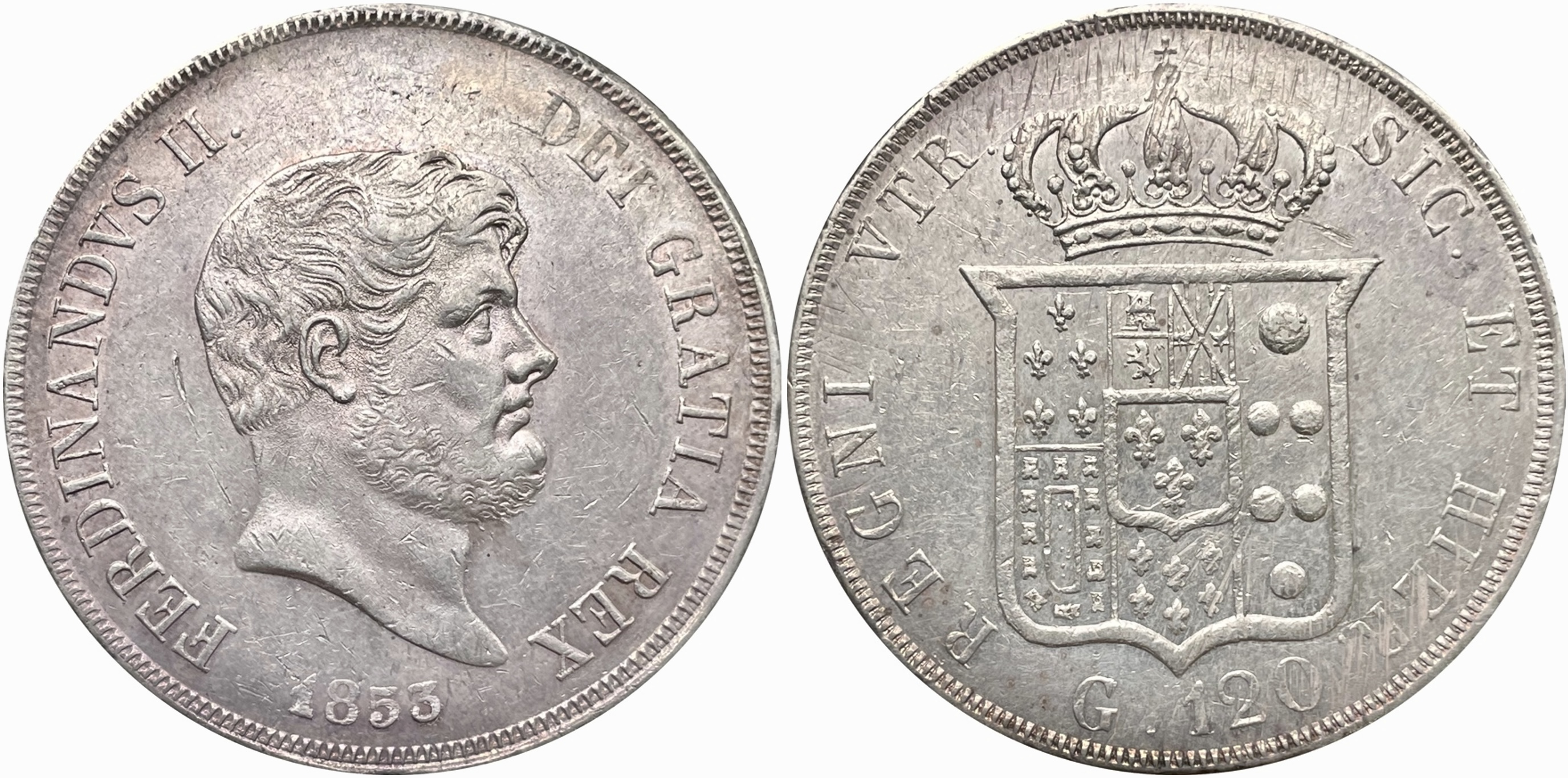
Xu bạc: 120 grana với mặt trước là chân dung vua Ferdinando II thời kỳ cuối triều đại - 1853

Vào tháng 09/1847, các cuộc bạo động lấy cảm hứng từ những người theo chủ nghĩa Tự do đã nổ ra ở Reggio Calabria và Messina, những cuộc bạo động này đã bị quân đội hoàng gia dập tắt. Vào ngày 12/01/1848, một cuộc bạo động có cường độ lớn hơn diễn ra ở Palermo đã lan rộng khắp đảo Sicily và đóng vai trò như một tia lửa cho các cuộc Cách mạng 1848 trên toàn châu Âu.
Sau khi các cuộc cách mạng bùng nổ tương tự ở Salerno, Nam Naples và ở vùng Cilento, nơi được đa số giới tri thức của Vương quốc ủng hộ, vào ngày 29/01/1848, Vua Ferdinando buộc phải ban hành hiến pháp theo khuôn mẫu của Hiến pháp Vương quốc Pháp năm 1830.
Tuy nhiên một tranh chấp đã nảy sinh giữa hội đồng đại biểu với hoàng gia, điều này khiến cho nhà vua đã từ chối thoả hiệp, những cuộc bạo loạn tiếp tục diễn ra trên đường phố. Cuối cùng, nhà vua đã ra lệnh cho quân đội đàn áp các cuộc bạo loạn mạnh tay và giải tán Quốc hội vào ngày 13/03/1849. Mặc dù hiến pháp chưa bao giờ được chính thức bãi bỏ, nhưng nhà vua đã trở lại cai trị vương quốc như một chính thể quân chủ chuyên chế.
Trong thời kỳ này, Vua Ferdinando thể hiện sự gắn bó với Giáo hoàng Piô IX bằng cách cho ông tị nạn Gaeta. Giáo hoàng đã tạm thời buộc phải chạy trốn khỏi Rome sau những cuộc cách mạng tương tự diễn ra trong Lãnh địa Giáo hoàng.
Trong khi đó, Đảo Sicily tuyên bố độc lập dưới sự lãnh đạo của Ruggero Settimo, nhà lãnh đạo này đã tuyên bố phế truất nhà vua vào ngày 13/04/1848. Để đáp lại, nhà vua đã triệu tập một đội quân gồm 20.000 người, dưới sự chỉ huy của Tướng Carlo Filangieri tiến đến Sicily đàn áp những người tự do và khôi phục lại quyền lực hoàng gia. Một hạm đội của Hải quân hoàng gia đã tiến đến vùng biển Sicily, nã pháo vào thành phố Messina rất "man rợ" liên tục trong 8 giờ, sau khi quân phòng thủ của nó đầu hàng, giết chết nhiều thường dân.
Sau một chiến dịch kéo dài gần 9 tháng, chủ nghĩa tự do tộn tài trên đảo Sicily do cách mạng tạo ra đã bị dấp tắt hoàn toàn vào ngày 15/05/1849.